# Motor compuesto

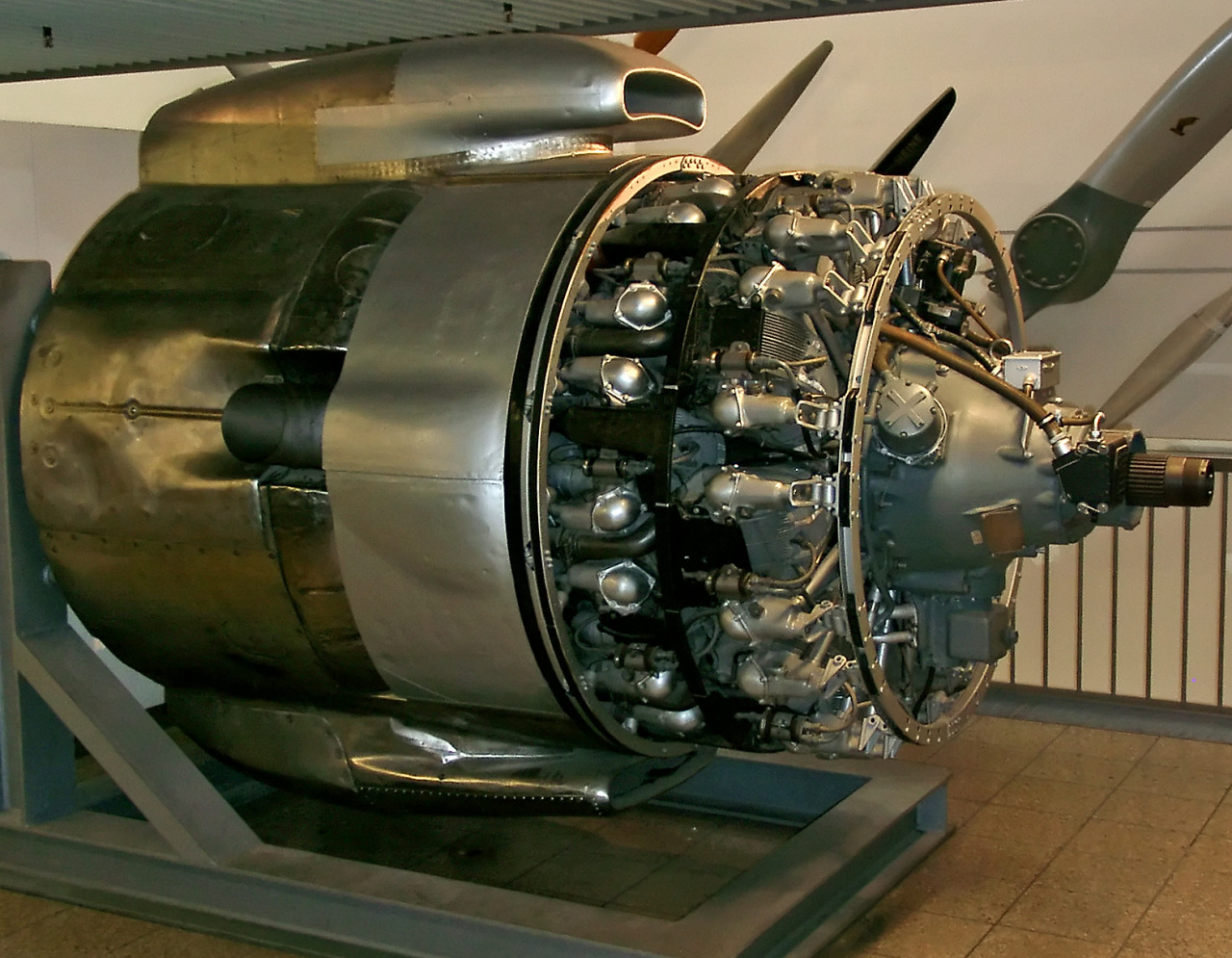
Wright R-3350 Duplex-Cyclone motor turbo compuesto

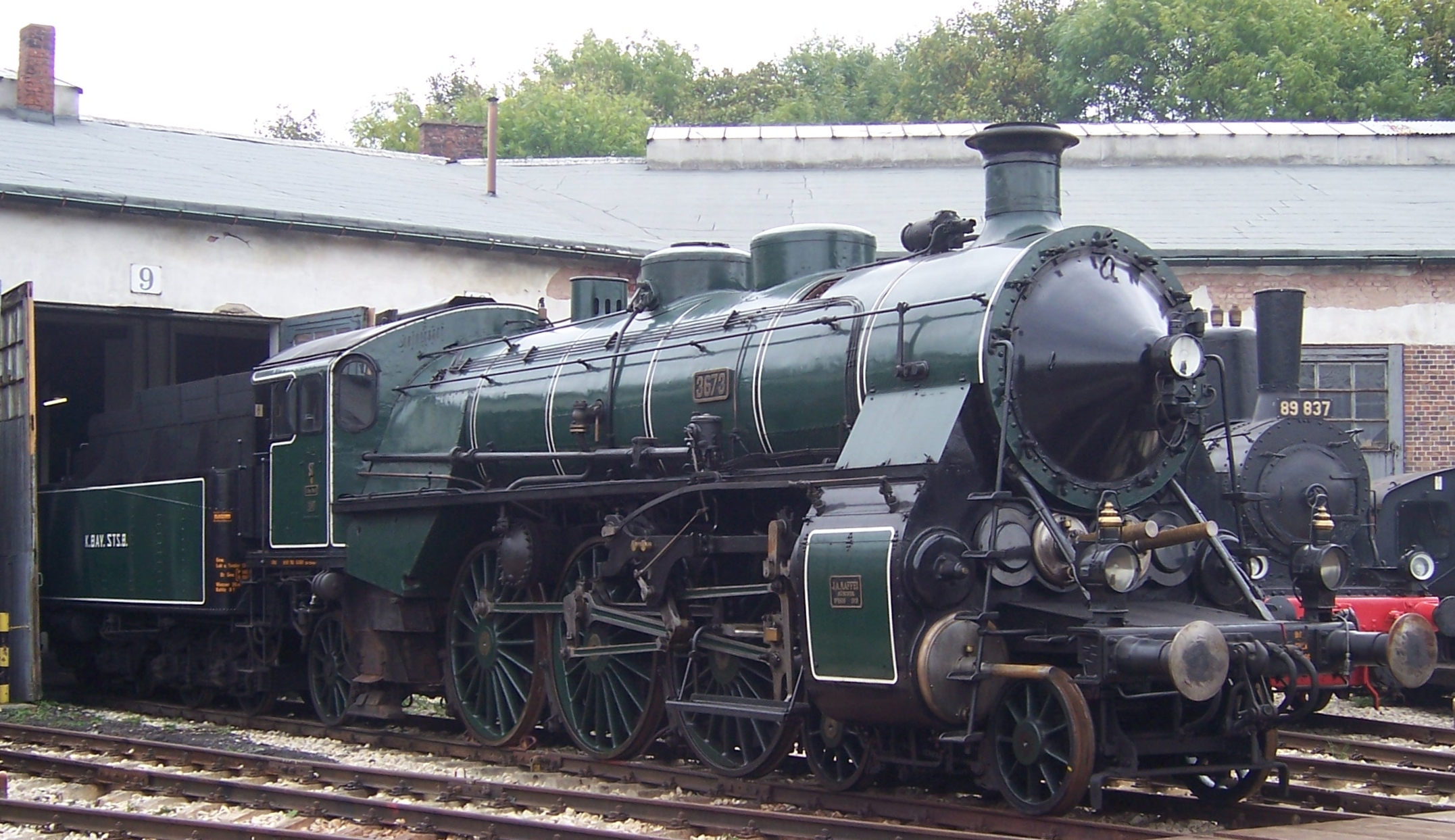
Bavarian S 3/6 locomotora de vapor compuesta, mostrando los dos cilindros de alta presión montados centralmente en el bastidor y los dos cilindros ligeramente más grandes, de presión baja, uno a cada lado

Un motor compuesto se caracteriza por disponer de más de una fase para recuperar energía del mismo fluido con el que trabaja, con la salida de la primera fase pasando a una segunda etapa o a etapas subsiguientes. Originalmente inventado como un medio de construir motores de vapor más eficaces, el diseño de motores que utilizan varias etapas también ha sido utilizado en motores de combustión interna, y continúa siendo una técnica de aplicación frecuente en los turborreactores utilizados en aviación.
Las etapas de un motor compuesto pueden diferir entre sí o tener tecnologías similares. Por ejemplo:
- En un motor turbo compuesto, el escape del gas de los cilindros pasa a través de una turbina, y las dos etapas utilizan tecnologías diferentes.
- En una locomotora de vapor compuesta, los vapores pasan del cilindro de presión alta o cilindros al cilindro de presión baja o cilindros, y las dos etapas son similares.
- En un motor de vapor de triple expansión, el vapor pasa a través de tres cilindros sucesivos de aumento y decremento de presión. Tales motores eran los motores marinos más comunes en la época dorada de vapor.

Estos ejemplos y las turbinas compuestas son los principales pero no los únicos usos de composición en motores.

## Terminología
Un motor compuesto utiliza distintas etapas para producir energía motriz. 
No todos los  motores que usan etapas múltiples son llamados motores compuestos. En particular, si un motor utiliza una etapa posterior exclusivamente para extraer energía con otro propósito, especialmente en el caso de los turbocompresores, no se denomina un motor compuesto. De modo parecido, motores que usan un motor de pistón libre para accionar una turbina no se llamarían motores compuestos, dado que tan solo la segunda etapa genera potencia útil.
Aun así, si un motor turbo requiere una turbina específica para accionar la sobrealimentación, como sucede en algunos motores de aeronave, se considera un motor compuesto. El uso de los términos sobrealimentado y turbo-sobrealimentado ha variado con el tiempo. Así, por ejemplo, los fabricantes del motor compuesto Wright R-3350 Duplex-Ciclón lo describieron como turbo-sobrealimentado. Aun así un motor compuesto, y un motor similar producido hoy sería descrito como sobrealimentado más que comoturbo-alimentado.
El término composición es un poco menos restrictivo que motor compuesto. Las turbinas compuestas grandes son un ejemplo de motor compuesto, como lo son las filas múltiples de aspas utilizadas en muchas turbinas de gas, aunque normalmente tampoco se denominan  motores compuestos. Las turbinas simples están pensadas para aprovechar el paso de un flujo del vapor a alta velocidad, y su aplicación se restringe a sistemas de generación o de recuperación de energía. Sin embargo, las turbinas de múltiples pasos han encontrado numerosas aplicaciones prácticas importantes.
Un motor que no utiliza composición se define como un motor sencillo, particularmente en el caso de una locomotora de vapor, o más precisamente como motor de expansión simple, particularmente en el caso de un motor marino de vapor.
Note aun así que en el caso de cualquier motor de vapor, el motor sencillo también puede se usado para un medio que no utiliza un condensador para generar presión negativa y así mejorar la eficiencia. El uso de los condensadores separados para este propósito es una de las características claves que distingue el motor de vapor de Watt de 1765 del motor de vapor de Newcomen de 1712.
Ninguna ambigüedad surge en el caso de una locomotora de vapor, como en la locomotora de vapor condensado el condensador no está allí para aumentar la eficiencia, e incluso puede reducir la eficiencia para conservar agua y reducir emisiones. Por ejemplo el Ferrocarril Metropolitano Una Clase, es en cada sentido una locomotora sencilla a pesar de sus condensadores, y el término de motor sencillo aplicado a locomotoras de vapor, siempre en la práctica significa  aquello que no utiliza composición, otra vez desconsiderando su uso de condensadores. Los términos locomotora de expansión sencilla y motor de expansión sencilla son a veces aplicados a locomotoras para eliminar cualquier posible confusión.

## Historia

### Vapor

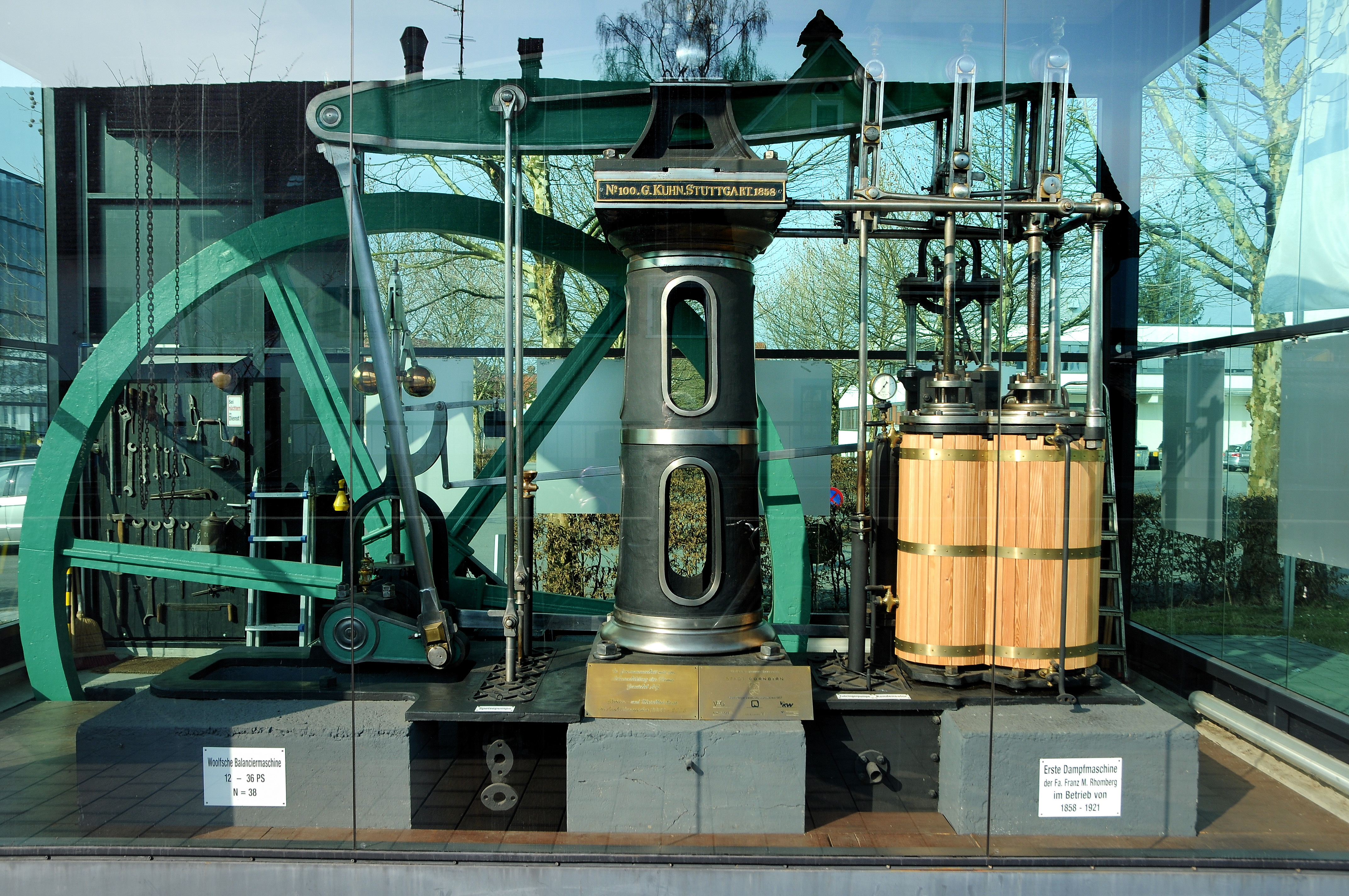
Arthur Woolf, motor de balancín compuesto, 1858, con cilindros, de color claro, de alta y baja presión, claramente visibles

Los ejemplos más antiguos de motores compuestos son los motores de vapor compuestos. En 1805 Arthur Woolf patentó el motor compuesto de alta presión, que utiliza este principio.
La composición era particularmente utilizada en motores de vapor estacionarios, motores marinos de vapor, y también en algunas locomotoras de vapor creadas en la década de 1850, particularmente en Europa continental, aunque no únicamente.
Motores de vapor recíprocos de tres etapas o de triple expansión, con tres cilindros de presión decreciente conectados en línea, eran particularmente populares para la propulsión de buques de vapor. Alexander Carnegie Kirk, experimentalmente adaptó su primer motor de triple expansión a un barco llamado Propontis en 1874. En 1881, Kirk instaló una versión refinada de su motor en el buque SS Aberdeen en Clydeside, Escocia. Este barco probó las ventajas de poder y economía del nuevo motor, en servicio comercial entre el Reino Unido y el Este Lejano. El primer buque de guerra en estar tan equipado era el buque de guerra español Destructor, el cual fue también construido en Clydeside, y el primer motor de este tipo utilizado en barcos de la Marina Real Británica estuvo diseñado por J. W. Reed, quién también creó la caldera de tubo de agua de Reed. Otros navíos y los navieros comerciales pronto siguieron. Motores de expansión de cuatro etapas o cuádruples, también fueron utilizados.
Varias clases de locomotoras de vapor han existido en ambas formas, sencilla y compuesta, más generalmente cuándo las locomotoras originalmente construidas como compuestas fueron modificadas para ganar poder y mejorar la eficiencia, por ejemplo la mayoría de NZR X clase. Otras conversiones implicaron un rediseño de los detalles del compuesto, por ejemplo muchas de las locomotoras compuestas diseñadas por Alfred de Glehn en su día fueron modificadas por André Chapelon para utilizar su esquema más tardío.

### Combustión interna
Se han hecho intentos para construir motores de combustión interna compuestos con cilindros de alta y baja presión, pero estos no han tenido mucho éxito. Los ejemplos incluyen: Deutz 1879, Bosque-Gallice 1888, Connelly 1888, Diésel 1897, Pacas 1897, Babled 1903, Butler 1904, Eisenhuth 1904-7, Abad 1910.
Más recientemente, la turbo composición ha sido aplicada a motores de combustión interna. Los motores turbo compuestos fueron extensamente utilizados en motores de aeronave inmediatamente después de la Segunda Guerra Mundial.
Los motores diésel turbo compuestos están en uso en camiones y maquinaria agrícola.

## Ejemplos
- Motores turbo compuestos
  - Motores de camiones y maquinaría

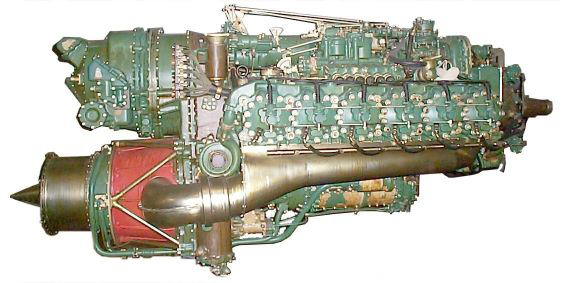
Napier Nomad, motor turbo compuesto para aeronave, mostrando la turbina abajo. El camión compuesto moderno y motores de maquinaria utilizan una configuración similar.

    - Iveco Cursor 13TCD motor usado en el New Holland CR9090 harvester[7]
    - Detroit Diesel DD15 series[8] y DD16 series[9][10]

  - Motores de aeronaves
    - Napier Nomad
    - Wright R-3350 Duplex-Cyclone el cual fue producido en ambas formas, sencillo y compuesto, la versión compuesta motorizó muchas aeronaves durante la Segunda Guerra Mundial, incluyendo el Lockheed Constellation[11][12]
    - Dobrynin VD-4K motor de aeronave
- Motor de vapor compuesto
  - Locomotoras compuestas (véase también Categoría: Locomotoras compuestas)
    - LMS Compuesto 4-4-0
    - NZR Una clase (1906)
    - LMS 6399 Furia
    - Württemberg Tssd
    - Bavarian S 3/6
    - Algunas Locomotoras Mallet, particularmente los diseños originales
    - Nilgiri Mountain Railway X class

  - Compresor de aire de vapor compuesto cruzado, eg Westinghouse 8 1/2" 150-D,[13] usado en muchas locomotoras americanas grandes
  - Muchos motores de tracción
  - La mayoría de los motores marinos de vapor recíprocos  
    - Se instalaron dos motores de vapor de triple expansión en cada uno de los tres transatlánticos de Olympic class incluyendo el RMS Titanic (1912), que impulsan las hélices de ala. Estos motores eran típicos de la época. En Olympic Class, se logró una mayor composición utilizando el vapor de escape de estos motores para impulsar una turbina de vapor de baja presión que impulsa una hélice central más pequeña. Este esquema fue iniciado por SS Laurentic (1908).

| |
| Diagrama de corte de una máquina de vapor de expansión cuádruple, que muestra cuatro cilindros de doble acción de tamaño creciente. |

|                                                                                |
| Diagrama que muestra el funcionamiento de un motor marino de triple expansión. |

|                                                                                                |
| Diagrama de corte de una instalación de motor marino de vapor de triple expansión, hacia 1918. |

| |
| Motor de tracción compuesto con un solo cilindro de alta presión y un cilindro más grande de baja presión, uno al lado del otro, en la parte superior de la caldera. Esta fue una configuración común. |

- Motor compuesto Wankel[14] Rolls Royce R6

### Teoría
- Motor de vapor#Ciclos de motor
- Motores marinos de vapor#Motores clasificados por tecnología de cilindro

### Inventores y diseñadores
- Arthur Woolf
- Anatole Mallet
- Alfred de Glehn
- Joseph Anton Maffei
- Gaston du Bousquet
- André Chapelon

### Tecnología similar
- Turbina compuesta
- Composición de turbinas de vapor
- Presión compuesta en turbinas